# Park Sang-eun
Park Sang-eun (ur. 2 października 1988) – południowokoreańska zapaśniczka w stylu wolnym. Trzykrotna uczestniczka mistrzostw świata, dwunasta w 2006. Trzecia w igrzyskach azjatyckich w 2010. Złoty medal na mistrzostwach Azji w 2010 i brązowy w 2006 roku.